# HMS Invincible (1907)
O HMS Invincible foi o primeiro cruzador de batalha da Marinha Real Britânica, o primeiro navio de seu tipo construído no mundo e a primeira embarcação da Classe Invincible, seguido pelo HMS Indomitable e HMS Inflexible. Sua construção começou em abril de 1906 nos estaleiros da Armstrong Whitworth em Tyneside e foi lançado ao mar em abril do ano seguinte, sendo comissionado na frota britânica em março de 1909. Era armado com uma bateria principal composta por oito canhões de 305 milímetros montados em quatro torres de artilharia duplas, tinha um deslocamento carregado de mais de vinte mil toneladas e alcançava uma velocidade máxima de 25 nós (47 quilômetros por hora).
O Invincible teve um início de carreira tranquilo servindo primeiro na Frota Doméstica até ser transferido para o Mar Mediterrâneo em 1913, porém enfrentou problemas recorrentes durante esses anos para que suas torres de artilharia funcionassem adequadamente. A Primeira Guerra Mundial começou em 1914 e o navio logo participou da Batalhas da Angra da Heligolândia e Malvinas, ajudando afundar nesta última os cruzadores blindados alemães SMS Scharnhorst e SMS Gneisenau. Esteve presente 31 de maio de 1916 na Batalha da Jutlândia, porém foi afundado por uma explosão interna depois de ser alvejado pelos cruzadores de batalha alemães SMS Derfflinger e SMS Lützow.